# Indonésie na Letních olympijských hrách 2008
Indonésie se účastnila Letní olympiády 2008. Zastupovalo ji 24 sportovců v 7 sportech.

## Medailisté
| Medaile | Jméno                        | Sport     | Soutěž          |
| ------- | ---------------------------- | --------- | --------------- |
| Zlato   | Markis Kido Hendra Setiawan  | Badminton | muži čtyřhra    |
| Stříbro | Lilyana Natsir Nova Widianto | Badminton | smíšená čtyřhra |
| Bronz   | Maria Yulianti               | Badminton | ženy dvouhra    |
| Bronz   | Triyatno                     | Vzpírání  | muži do 62 kg   |
| Bronz   | Eko Yuli Irawan              | Vzpírání  | muži do 56 kg   |
| Bronz   | Raema Lisa Rumbewasová       | Vzpírání  | ženy do 53 kg   |